# Trompet-steelkwal
De trompet-steelkwal (Haliclystus salpinx) is een neteldier uit de klasse Staurozoa. Het dier komt uit het geslacht Haliclystus en behoort tot de familie Haliclystidae. Haliclystus salpinx werd in 1863 voor het eerst wetenschappelijk beschreven door James-Clark.

## Beschrijving
De trompet-steelkwal is 2 tot 3 mm kleine bekervormig kwalachtig dier met acht armen. Met het steeltje zitten ze vastgehecht aan het substraat, vaak wieren. Het dier komt zijn naam door de trompetvormige 
randankers, hechtorgaantjes die Op de rand van het scherm tussen de armen aanwezig zijn. Op het uiteinde van iedere arm bevindt zich een groep van 60-100 tentakels die een bolvormig uiteinde hebben. Kleur is variabel, in de kleuren groen, bruin, olijf, geel, oranje, roze, rood of paars, met witte vlekken. Vanwege de kleine afmetingen en omdat de kleur van de steelkwal overeen komt met die van de omgeving zijn ze moeilijk te ontdekken. 

## Leefgebied
Het verspreidingsgebied van de trompet-steelkwal betreft de noordelijke en zuidelijke Atlantische Oceaan, de noordelijke Stille Oceaan van centraal Californië tot aan Alaska en langs de Chinese en Noord-Japanse kust. Trompet-steelkwallen worden gevonden op plaatsen met waterbeweging, stroming maar ook golfslag. In Nederland komt deze soort zeer zeldzaam voor. Slechts een keer in 2010 werd H. salpinx op Wakame-bruinwier (Undaria pinnatifida) in de Oosterschelde aangetroffen tijdens een kampioenschap onderwaterfotografie.